# Fons, Gard
Fons là một xã trong tỉnh Gard thuộc vùng Occitanie, phía nam nước Pháp. Xã Fons, Gard nằm ở khu vực có độ cao trung bình 112 mét trên mực nước biển.